# Traian Burduloiu
Traian Burduloiu (n. 21 mai 1894, Brașov, Austro-Ungaria – d. 25 august 1974, București, România) a fost un general inspector aviator român, care a luptat în cel de-al Doilea Război Mondial. 

## Biografie
În 1928 Traian Burduloiu, Gheorghe Iacobescu și Mihail Negru efectuează raidul capitalelor europene.
Maiorul Traian Burduloiu și Gherghe Iacobescu la bordul avionului Breguet XIX, pe ruta București-Paris, realizând totodată și un valoros record național de viteză pe 2000 km parcurși în linie dreaptă. În anul 1931 s-a realizat un raid românesc pe ruta Paris-Calcutta (Traian Burduloiu, Radu Beller și George Valentin Bibescu).
A participat în Primul Război Mondial în cadrul Regimentului 3 Obuziere și Grupul 1 Aero. 
Comandorul Traian Burduloiu, aflat în cadrul disponibil, a fost chemat în activitate pe data de 1 ianuarie 1942 și a primit un concediu de disponibilitate specială, pe timp de 3 luni, cu începere de la 1 ianuarie 1942 până la 31 martie 1942, când a fost trecut din oficiu în rezervă.
În perioada 31 martie 1941-28 noiembrie 1944 s-a aflat în rezervă, din ordinul generalului Ion Antonescu. După 23 august 1944, când România a trecut de partea aliaților, aviația militară reorganizată în Corpul Aerian Român comandat de generalul Traian Burduloiu (12 martie - 12 mai 1945) a contribuit la eliberarea nord-vestului țării, a Ungariei și Cehoslovaciei.
A fost trecut din cadrul disponibil în poziția de rezervă, din oficiu, pentru limită de vârstă la 11 iunie 1947. A fost înaintat la gradul de general-locotenent (cu 2 stele) în rezervă la 6 mai 1971 și apoi la gradul de general-colonel (cu 3 stele) în retragere la 19 august 1974.

## Decorații
- Ordinul „23 August” clasa a IV-a (10 august 1964) „pentru merite deosebite în opera de construire a socialismului, cu prilejul celei de a XX-a aniversări a eliberării patriei”[5]

## In memoriam
Flotila 30 Aviație poartă denumirea „General maior „Traian Burduloiu”.

## Legătură externă
- Burduloiu, Ioan Traian